# 安德森冰川

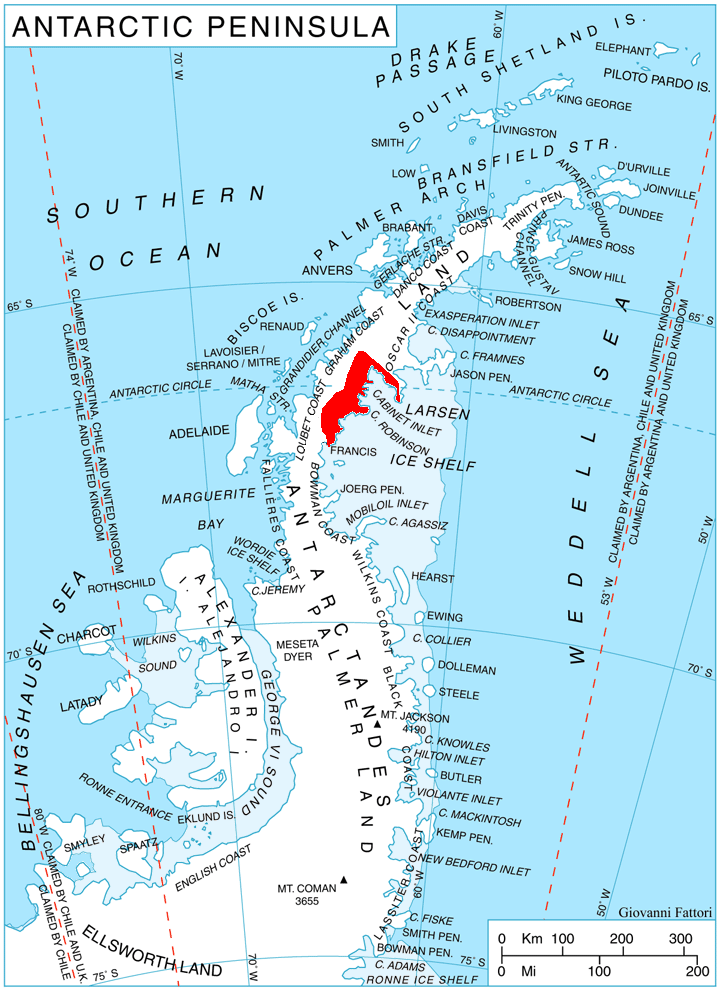

66°24′S 63°55′W / 66.400°S 63.917°W
安德森冰川（英語：Anderson Glacier）是南極洲的冰川，位於葛拉漢地東部，全長22公里，終點在卡塞伊角和巴德爾角之間，該冰川由英國的探險隊繪入地圖。